# Петровская набережная (Санкт-Петербург)
Петро́вская на́бережная — набережная в Петроградском районе Санкт-Петербурга. Проходит по правому берегу реки Невы от Каменноостровского проспекта до Петроградской набережной.

## История наименования
В середине XVIII века набережная носила название Набережная линия, как и другие набережные рек и каналов Санкт-Петербурга. Параллельно существовали названия Невская набережная и Троицкая набережная (по находившемуся в начале набережной Свято-Троицкому собору.
9 мая 1903 года присвоено название набережная Императора Петра Великого, в честь Петра I. С 1930-х годов употребляется современная форма названия Петровская набережная.
Участок набережной от Мичуринской улицы до Петроградской набережной в 1887—1903 годах входил в состав Петроградской набережной (тогда Петербургской).

## История
Петровская набережная — старейшая в Санкт-Петербурге. Здесь в 1703 году был выстроен небольшой деревянный дом для Петра I — первое жилое здание в городе. Рядом были постепенно построены дома сподвижников Петра — князя А. Д. Меншикова, воеводы И. П. Строева, Карла Рённе, Роберта Брюса и других известных фигур того времени. С конца XVIII века, после того, как все эти дома были покинуты и разобраны (сохранился только домик Петра I), на этом месте располагались склады пеньки и льна с торговой пристанью — Гагаринский пеньковый буян. Набережная периодически укреплялась деревянными конструкциями, но характер рельефа низкого, часто затопляемого берега Невы не позволял сделать эти укрепления эффективными.
Благоустройство набережной началось в связи со строительством моста через Неву. В 1803 году был построен наплавной плашкоутный Петербургский мост, соединявшийся с противоположным берегом у Летнего сада. В 1924—1827 годах мост был реконструирован и смещён ниже по течению, к созданной в тот же период Суворовской площади; с Петровской набережной он был связан насыпной земляной дамбой. При строительстве моста была благоустроена и набережная, которая стала деревянной. К 200-летию Санкт-Петербурга было принято решение построить постоянный мост на месте наплавного, а также соорудить капитальную набережную. Мост, названный Троицким, был заложен 12 августа 1897 года и введен в эксплуатацию в 1903 году. При строительстве набережной линия берега была выравнена так, что она оказалась выдвинутой почти на 30 м в Неву. Дамба для примыкания моста к берегу была заменена трёхпролетной аркадой, при этом криволинейный участок набережной примкнул к устою нового моста. Набережная строилась про проекту инженера Ф. Г. Зброжека и архитектора Л. И. Новикова, авторы окончательного проекта, по которому была сделана высокая гранитная стенка набережной — инженеры В. А. Берс и А. П. Пшеницкий. Производителем работ был инженер В. Я. Савицкий. Гранитная облицовка выполнена Восточно-Финляндским гранитным акционерным обществом.
При строительстве набережной владелец одного из береговых участков, Великий князь Николай Николаевич, не захотел предоставить его для склада материалов и производства работ. Взамен ему предлагали другой, больший участок, получаемый от засыпки треугольного пространства между дамбой и берегом, но Великого князя такой обмен не устроил. Из-за этого инженеру В. Я. Савицкому пришлось строить набережную с воды, что значительно затруднило работы и привело к дополнительным расходам на строительство.
Набережная строилась как парадная. На ней были сделаны два полукруглых спуска, решённых в традициях оформления других старинных петербургских набережных. Напротив музеефицированного домика Петра I был устроен спуск с широкой лестницей, на флангах которой в 1907 году были установлены фигуры мифологических львов-лягушек «Ши-цза», привезённых из Маньчжурии. Каждая из скульптур весит 2,5 тонны и имеет высоту 4,5 м. Ограждение набережной представляет собой сплошной гранитный парапет, где простые камни чередуются с так называемыми «камнями-картинами», на которых при помощи ложбинки на плоскости, обращенной к берегу, создана рамка. На всём протяжении стенки набережной уложен тротуар из гранитных плит шириной 4 м.

Исторические виды Петровской набережной
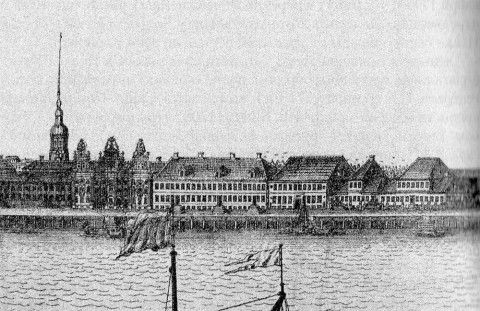
Петровская набережная в 1716 году на гравюре А. Ф. Зубова (предположительно)
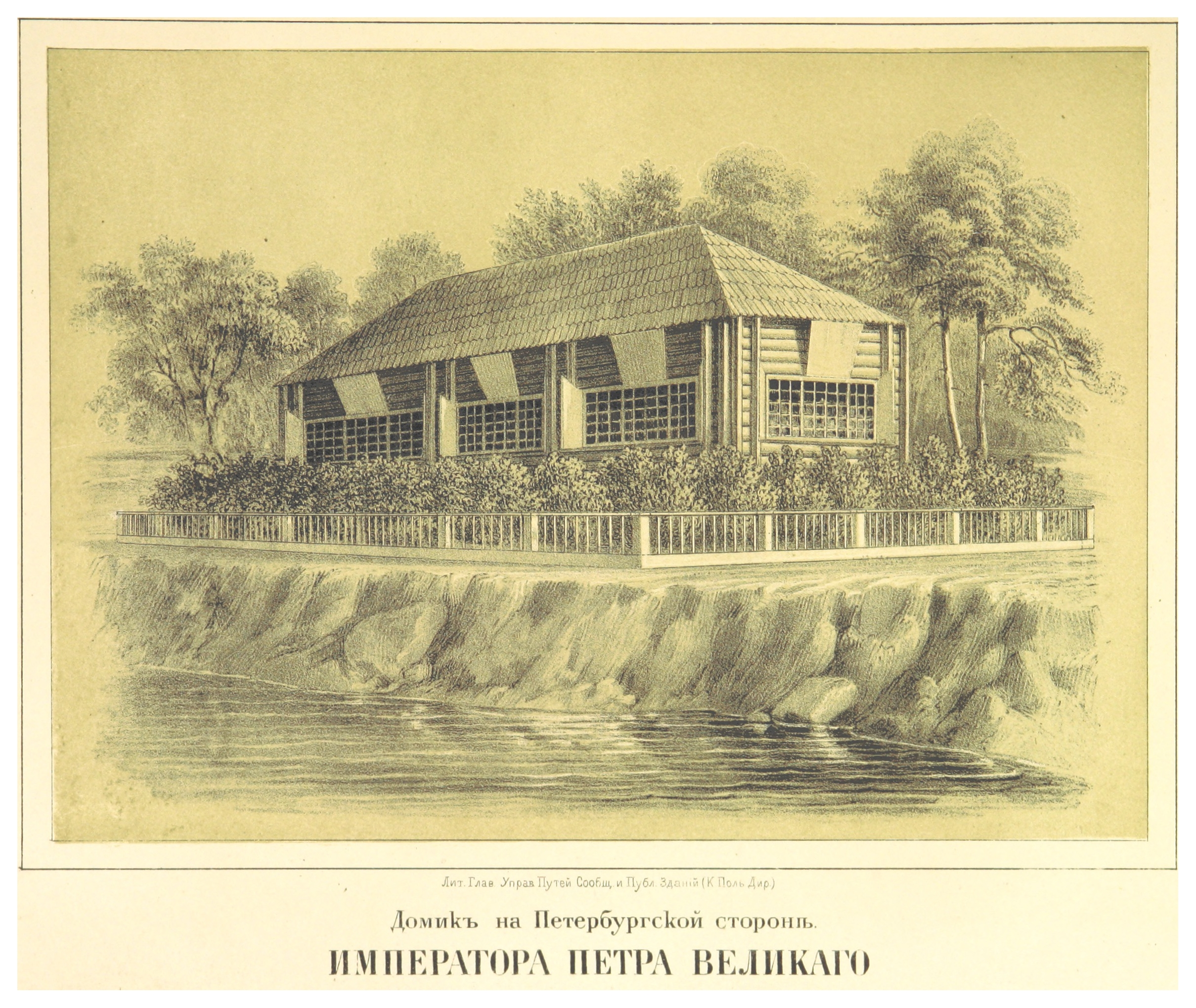
Домик Петра I на берегу Невы
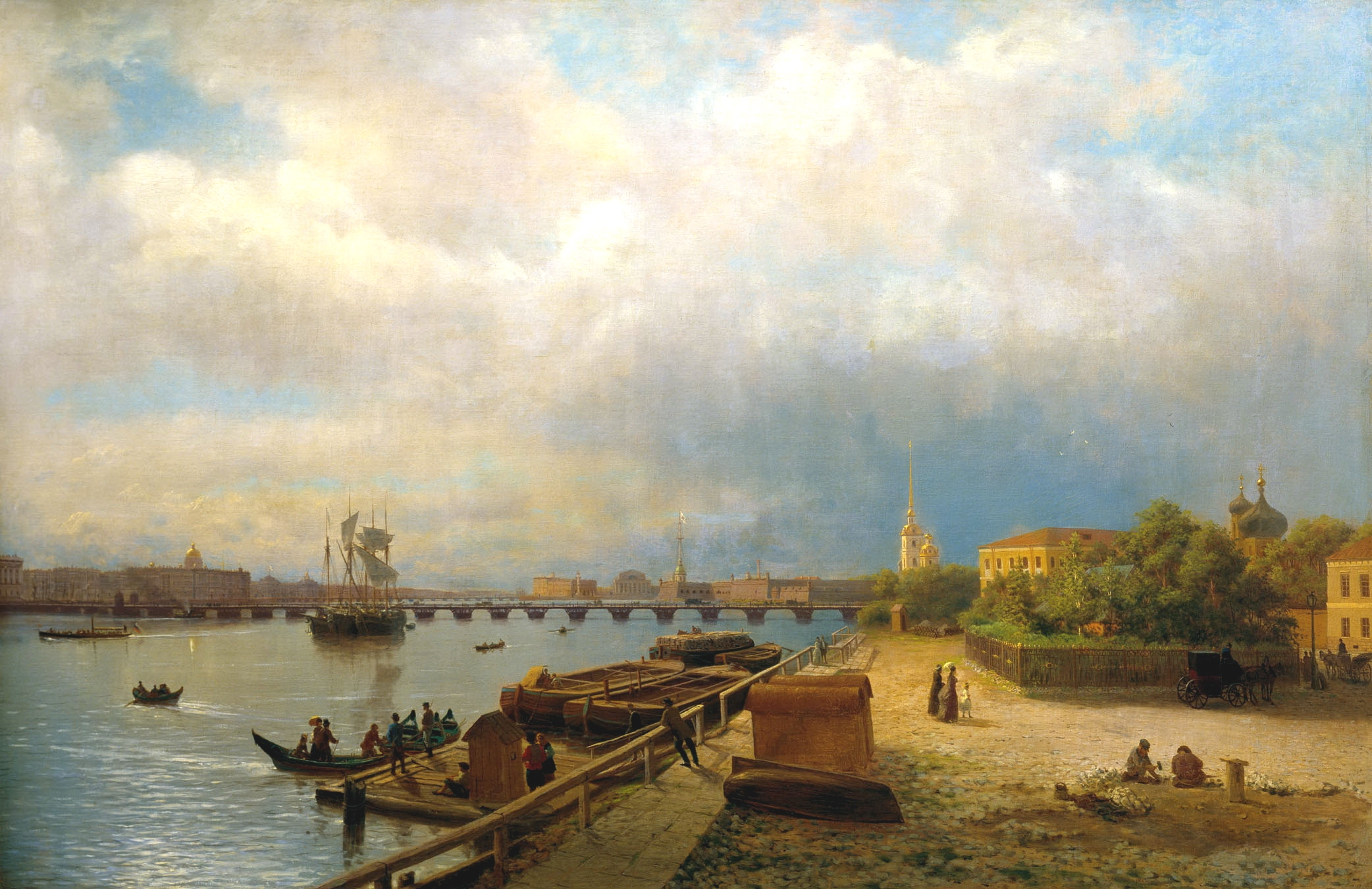
Петровская набережная в 1859 году на картине Л. Ф. Лагорио

## Здания и достопримечательности
- Дом-коммуна политкаторжан  ОКН № 7830691000№ 7830691000 ;
- Резиденция полномочного представителя Президента Российской Федерации в Северо-Западном федеральном округе (дом 2) — бывший дворец Великого князя Николая Николаевича младшего  ОКН № 7810384003№ 7810384003 и ЗАГС;
- Дом, в народной топонимике имеющий название «Дворянское гнездо» (дом 4), где жили деятели культуры, в том числе Л. А. Вербицкая, Г. А. Товстоногов, Е. А. Лебедев), А. П. Петров, Е. А. Мравинский, Н. П. Акимов, К. А. Симеонов, художники Э. В. Козлов, Б. С. Угаров, хирург А. М. Гранов, фигуристы Людмила Белоусова и Олег Протопопов, сотрудники консульства ГДР и др.;
- Домик Петра I  ОКН № 7810385000№ 7810385000} (дом 6);
- Пристань с китайскими львами ши-цза  ОКН № 7810702002№ 7810702002;
- Дом Балтфлота («Дом военморов»), Мичуринская улица, д. 1;
- Скульптурный памятник «Слава Российскому флоту»;
- Крейсер «Аврора»  ОКН № 7810388000№ 7810388000;
- Фрегат «Благодать»[8].

|                   |                                                    |                                           |                               |               |
| Дом политкаторжан | Дворец великого князя Николая Николаевича младшего | Лев-страж ши-цза на Петровской набережной | Жилой дом «Дворянское гнездо» | Дом Балтфлота |